# موداسا
موداسا (به انگلیسی: Modasa) یک شهرک در هند است که در گجرات واقع شده‌است.

## خصوصیات
موداسا ۱۳٫۴۷ کیلومترمربع مساحت دارد ۱۹۷ متر بالاتر از سطح دریا واقع شده‌است.